# Nalbert Betancourt
Pour les articles homonymes, voir Betancourt.
Nalbert Betancourt dit « Nalbert » est un joueur de volley-ball brésilien né le 9 mars 1974 à Rio de Janeiro. Il mesure 1,95 m et joue réceptionneur-attaquant. Il totalise 308 sélections en équipe du Brésil.

## Clubs
| Club                  | Pays   | De        | À         |
| --------------------- | ------ | --------- | --------- |
| Minas Belo Horizonte  | Brésil | 1992-1993 | 1993-1994 |
| ADC São Bernardo      | Brésil | 1994-1995 | 1996-1997 |
| Olympikus São Caetano | Brésil | 1997-1998 | 1998-1999 |
| Macerata              | Italie | 1999-2000 | 2001-2002 |
| Panasonic             | Japon  | 2001-2002 | 2001-2002 |
| Macerata              | Italie | 2002-2003 | 2003-2004 |
| Minas Belo Horizonte  | Brésil | 2004-2005 | …         |

## Palmarès
- En club
  - Coppa Italia : 2001, 2003

- En équipe nationale du Brésil
  - Jeux olympiques : 2004
  - Championnat du monde : 2002
  - Coupe du monde : 2003
  - Ligue mondiale : 2003, 2004